# Höllachbach
Der Höllachbach ist ein etwa 3 Kilometer langer Bach im Naturraum Backnanger Bucht und in der Gemeinde Leutenbach im baden-württembergischen Rems-Murr-Kreis, der im Teilort Nellmersbach entsteht und bei Leutenbach selbst von rechts und Nordosten in den Murr-Zufluss Buchenbach mündet.

## Verlauf
Der Ursprung des Höllachbachs und sein oberster Lauf sind am Ort per Augenschein nicht zu erkennen, da der gesamte Bachabschnitt durch Nellmersbach in den 1950er und 60er Jahren kanalisiert wurde. Auf älteren Luftbildern ist jedoch der ursprüngliche Lauf noch zu erkennen. Die Quelle dürfte etwas östlich des Nellmersbacher Bahnhofs liegen. Hier beginnt zwischen der Wiesentalstraße und der Robert-Bosch-Straße, die in derselben Richtung von der Bahnhofstraße abzweigen, ein westwärts laufender Gehweg mit dem Straßennamen Beim See. Unter diesem Weg läuft der verdolte Kanal des Höllachbachs bis zum Sportplatz beidseits des kreuzenden Schwalbenwegs.
Dort vereinigt er sich mit dem aus nordöstlicher Richtung kommenden, ebenfalls größtenteils kanalisierten Brücklesbach. Dieser beginnt als ständig wasserführender Feldweggraben ca. 200 m nordöstlich des Sportplatzes auf etwa 315 m ü. NN, ist etwas kürzer als der bis hierher etwas über einen halben Kilometer lange Höllachbach-Oberlauf, sein Einzugsgebiet ist auch nur ein Drittel so große wie dessen gut 0,5 km². Der vereinte Bach läuft dann in südwestlicher Richtung weiterhin verdolt durch den Ort; die kleine Talmulde und die Straße Am Brücklesbach zeugen noch vom ursprünglichen Verlauf. Am südwestlichen Ortsrand tritt er dann als Höllachbach wieder zu Tage.
Schon etwa 300 Meter weiter läuft der Bach auf etwa 291 m ü. NN mit dem nur etwa 0,6 km langen rechten Sauäckergraben zusammen, der auf ganzer Strecke in der freien Flur zieht und ein Teileinzugsgebiet von 0,4 km² entwässert. Danach fließt der Höllachbach ohne weitere Zumündungen weitere 1,6 km in südwestlicher Richtung, passiert dabei vor einer Feldwegquerung einen Kleinteich zwischen Bäumen am linken Ufer von unter 0,1 ha Fläche, an dem Röhricht steht, und ist daraufhin erstmals auf zweihundert Metern von einer dichten Gehölzgalerie begleitet.  Schließlich mündet er auf etwa 270 m ü. NN am Nordwestrand von Leutenbach von rechts in den hier etwa nordwestlich ziehenden Buchenbach.
Auf seinen letzten 400 m versickert der Höllachbach meistens und führt nur noch nach ausgiebigen Regenfällen nennenswerte Wassermengen. Diese Bachschwinde lässt sich aber erst seit etwa drei Jahrzehnten beobachten; zuvor hatte der Bach bis zur Mündung beständig Wasser.

## Landschaft
Der Höllachbach und seine zwei Zuflüsse laufen außerhalb der Ortschaften in kaum eingetieften Talmulden durch eine von Feldern und einigen Baumstücken beherrschte Landschaft. In der Nähe des Zusammenflusses von Höllachbach und Sauäckergraben liegt auf dem rechten Hügel eine Lehmgrube, die den landschaftstypischen Boden aus Lösssediment aufschließt. Kurz danach folgt der Landschaftspark Höllachaue, in dem der Bach auf einem kürzeren Abschnitt wieder renaturiert und ein Biotop angelegt wurde. Dies war eine zentrale Ausgleichsmaßnahme für den Flächenverbrauch durch Bauvorhaben der Gemeinde.